# Émile Roussel (homme politique)
Pour les articles homonymes, voir Émile Roussel et Roussel.
Émile Roussel est un homme politique français né le 4 mai 1880 dans le 8e arrondissement de Paris, ville où il est mort le 5 juin 1947 dans le 17e arrondissement.
Secrétaire du ministre de la guerre en 1911, il est nommé la même année sous-préfet de Barcelonnette, puis de Tarbes. Après la guerre, il reprend plusieurs postes préfectoraux et termine sa carrière comme préfet de L'Aisne de 1922 à 1924. Il devient alors administrateur de la banque saint-quentinoise de crédit. En 1925, il est élu maire de Mons-en-Laonnois, et sénateur de l'Aisne. Inscrit au groupe de la Gauche républicaine, il conserve son mandat jusqu'en 1940, malgré la faillite de la banque saint-quentinoise de crédit, qui l'amène devant les tribunaux, où il est acquitté.
Le 10 juillet 1940, il vote les pleins pouvoirs au maréchal Pétain, et soutient le régime de Vichy. Il est nommé Président du Conseil départemental de l'Aisne en 1943.

## Sources
- « Émile Roussel (homme politique) », dans le Dictionnaire des parlementaires français (1889-1940), sous la direction de Jean Jolly, PUF, 1960 [détail de l’édition]